# Марко Натлачен
Марко Натлачен (Манче код Випаве, Словенија 24. април 1886 — 13. октобар 1942. Љубљана) је био словеначки политичар и правник. Био је бан Дравске бановине и колаборант са фашистима. Познат је по рецитацији ксенофобне песме Србе на врбе, коју је објавио на самом почетку Првог светског рата. У Другом светском рату jе због колаборације био ликвидиран од стране словеначких комуниста.

## Биографија
Рођен је 24. априла 1886. у випавској долини у селу Манче (тада општина Гоче) оцу Петру (1834-1911) и мајци Јожефи, девојачко презиме Ренер, (1833-1907). Још исти дан је крштен код жупника Јанеза Хладника. Био је један од девоторо деце од којих су три умрла у дјетинству. Породица је била сиромашна и бавила пољопревредом.  Први разред је вероватно завршио у гошкој једноразредној школи, која је отворена 1851. Као надарен ученик наставио је четвороразредну школу у Випави. У тој школи био је члан „Маријине дружбе за ђаке”, којег је водио капелан и каснији шкоф Јанез Гнидовец.

У Бечу завршио је правни факултет (1907-1912), од школске године 1909./10 примао је Кнафљеву стипендију . Био је председник Словеначких студената (1908-1910) и председник/члан академског друштва „Даница”, чији је мото био „Све за веру, дом и цара”  . За време студија остао је без родитеља; мама је преминула 1907, отац 1911. Након завршетка студија 1912. у Бечу обављао је једногодишњу обавезну праксу за адвоката. Након тога отишао је у Љубљану, где је радио као адвокат.
На дан објављења рата Аустроуграске према Србији, 28. јула 1914, испред крањског дежелног двора (данас Универзитет у Љубљани) у центру Љубљане, држао проаустријски "патриотски" говор („Шесто година је наш словеначки народ под жезлом славне хапсбуршке монархије.”) и обрачунавао са Краљевином Србијом. Тај говор, где је цитирао и хушкашку песму Бојни гром је био осуђен од његових другара и (вероватан) разлог да 1929 није био именован за бана Дравске бановине.
За време Краљевине Југославије од 26. јануара 1933 до октобра 1934 (21 месеци) био је конфиниран у Босни (Билећа, Сарајево, Гацко).
Био је члан Словеначке народне странке (СЛС). Бавио се проблематиком комунизма, коме се супростављао. На дан агресије нациста и фашиста на Југославију, 6. априла 1941. установио је Народни савет за Словенију, чији циљ је био сарадња са окупатором за што мањи број жртва у народу. Написао је и похвални чланак Мусолинију, који је био објављен у Словенцу.
Због колаборације ликвидиран је по налогу Комунистичке партије Словеније, а атентат је извршио партизан Франц Стадлер 13. октобра 1942. Италијани су у знак одмазде за Натлаченову смрт стрељали 24 таоца. Његове посмртне остатке је после Другог светског рата тадашња власт пребацила на непознато место. Сахрана на љубљанским Жалама је била, после сахране др. Антона Корошеца, масовна жална манифестација на коју је дошло око 5000 људи.

## Инцијатива за подизање споменика
У октобру 2007. године дошло је до провокативне инцијативе за подизање споменика у његовом родном селу Манче. Због оштрог супростављења јавности тај чин није био спроведен.